# Francisco Marco Chillet
Francisco Marco Chillet fue un director de arte mexicano que diseñó los decorados de más de un centenar de películas y trabajó en varias producciones durante la Edad de Oro del cine mexicano.

## Filmografía
- Juan Charrasqueado (1948)
- La cabaña (1945)
- Espuelas de oro (1948)
- Hipócrita (1949)
- Mujeres del teatro (1951)
- Puerto de la tentación (1951)
- En La palma de tu mano (1951)
- Nosotros las doncellas (1951)
- Los bandidos de Cold River (1956)[6]